# Артиллерийская улица (Санкт-Петербург)
Артиллери́йская у́лица — улица в Центральном районе Санкт-Петербурга. Проходит от улицы Короленко до улицы Маяковского.

## История
С 1849 года носила название Немощеная улица. Современное название получила 7 марта 1858 года в честь дислоцировавшейся здесь лейб-гвардии 1-й артиллерийской бригады, которая была сформирована в ноябре 1796 года из бомбардирской роты Преображенского полка, артиллерийских команд Семёновского и Измайловского полков и сначала имела статус артиллерийского батальона. В 1811 году батальон преобразовали в бригаду.

## Пересечения
- улица Короленко
- улица Маяковского

## Транспорт
Ближайшая к Артиллерийской улице станция метро — «Чернышевская».